# Пуэрто-Мадеро
Пуэ́рто-Маде́ро (исп. Puerto Madero) — район (ба́ррио) Буэнос-Айреса, лежащий на берегу залива Ла-Плата. Расположение возле центра города, современные многоэтажные застройки и прибрежные панорамы делают Пуэрто-Мадеро одним из самых престижных районов Буэнос-Айреса.

## История

### XIX век
С момента своего основания город Буэнос-Айрес испытывал острую проблему с размещением больших грузовых судов: из-за мелководья Ла-Платы, не позволявшей производить непосредственное докование. В итоге, корабли пришвартовывались вдали от берега, а пассажиры и товары перевозились к причалу, соответственно, на паромах и на баржах.
В 1882 году национальное правительство заключило контракт с местным предпринимателем Эдуардо Мадеро, взявшим на себя строительство нового порта, который должен был решить эту проблему. Т. н. «Проект Мадеро», разработанный британским инженером, сэром Джоном Хокшоу, был избран из множества других.
Строительство началось в 1887-м и было закончено в 1897 году, однако некоторые портовые установки частично функционировали ещё за несколько лет до завершения всех работ. Это был дорогостоящий проект и несмотря на то, что он считался инженерным достижением своего времени, порт устарел уже через 10 лет своего функционирования, из-за появления ещё более крупных грузовых судов.
Перед правительством вновь встала необходимость строительства нового порта. На этот раз контракт был заключён с инженером Луисом Уэрго, планы которого расположить доки непосредственно на реке были отвергнуты в начале 1880-х. Теперь же его проект был воплощён в Puerto-Nuevo («Новом Порту»), функционирующем по сию пору. Первая секция «Пуэрто-Нуэво» была открыта в 1911 году.

### XX век: восстановление
Постройка нового буэнос-айресского порта была завершена в 1926 году, что сделало существующий док имени Мадеро лишним, хотя он продолжал работать в качестве вспомогательного портового сооружения. Вскоре Пуэрто-Мадеро, территория которого была частично застроена складами, а основная масса земель была неосвоенной, стал одним из самых криминогенных районов города. В 1925, 1940, 1960, 1969, 1971, 1981 и 1985 годах поступали предложения, предлагавшие или урбанизировать старый порт, или снести его. Однако, ни один из этих планов не был реализован.
15 ноября 1989 года Министерство общественных работ Департамента внутренних дел города Буэнос-Айрес подписало акт инкорпорации акционерного общества, «Corporación Antiguo Puerto Madero» («Корпорация Старый Пуэрто-Мадеро»). Район нуждался в урбанизации, и федеральные, и городские власти приняли участие в этом проекте. Доселе этот район (площадью 170 гектаров) находился под юрисдикцией двух организаций: 
- Главное управление портов, Ferrocarriles Argentinos, и
- «Junta Nacional de Granos» (Национальный Зерновой совет).

Подписанное соглашение предполагало передачу управления всей территории обществу «Старый Пуэрто-Мадеро», в то время как за правительством города оставалась стратегия городского развития.

### XXI век
В 1990-е годы местные и иностранные инвестиции привели к массовому строительству, проходила реконструкция складов в западной части района, в результате сноса многих из них появились элегантные дома, офисы, частные университеты, роскошные гостиницы и рестораны, изменившие облик района, который значительно вырос и приблизился к реке. После открытия в восточной части района роскошного отеля Hilton Buenos Aires, он стал застраиваться современным мультиплексами-кинотеатрами, театрами, культурными центрами, а также офисами и корпоративными зданиями.
В районе Пуэрто-Мадеро работали многие известные архитекторы - такие как Сантьяго Калатрава, Норман Фостер, Сесар Пелли, Алан Фаэна, Филипп Старк и другие. Сегодня он является одним из самых модных районов в Буэнос-Айресе, он стал предпочтительным местом жительства для растущего числа молодых специалистов и обеспеченных пенсионеров. Повышение цен на недвижимость вызвало интерес для иностранных покупателей, особенно тех, которые зарабатывают на рынке инвестиций в недвижимость премиум-класса.
Дорожная сеть района таким образом, была полностью перестроена, особенно в восточной части. Компоновка восточной стороны состоит из трёх широких бульваров идущих с востока на запад пересеченных авеню Хуана Мансо. Также в районе расположены и другие проспекты и второстепенные улицы, бегущие с востока на запад и с севера на юг, и несколько пешеходных улиц.
Улицы в западной части Пуэрто-Мадеро названы в честь известных латиноамериканских женщин. Мост Женщины, созданный испанским архитектором Сантьяго Калатрава, является связующим звеном между восточной и западной частью Пуэрто-Мадеро; открыт в 2001 году, его создание - результат инициативы самой богатой женщины в Аргентине Марии Амалии Лакросе де Фортабат.
Пуэрто-Мадеро в настоящее время находится в авангарде крупнейшего городского проекта урбанизации города Буэнос-Айрес. Претерпев впечатляющее возрождение за одно десятилетие, он является одним из самых успешных проектов в мире.
В Пуэрто-Мадеро-док-2 (Dock-2, Azucena Villaflor и Rosario Vera Peñaloza) здания, принадлежащие Католическому университету Аргентины, стоят последовательно на запад, и Faena Hotel расположен к востоку от Dock-2. Расположенный на углу Эме Пейн и Росарио Вера Пеньялоса, современная церковь Богоматери была открыта в 1996 году и посвящена Деве Марии, которая под названием Stella Maria, или «Звезда Моря», является покровительницей Аргентинской береговой охраны. Между номерами домов 1400 и 1500 по Авенида Моро де Хусто, в основном занята различными многоквартирными домами и офисами, между католическим университетом Аргентины и Pabellón de las Artes (Павильоном искусств), находится пространство для художественных показов с доступом из пешеходной зоны. Здесь есть многочисленные бары и кафе.

### Новое высотное строительство
Многочисленные новые жилые небоскрёбы были построены перед Рио-де-ла-Плата с 2000 года. К ним относятся El Mirador of Puerto Madero towers, Renoir Towers, El Faro Towers, Chateau Tower of Puerto Madero и Mulieris Tower и другие. Многие другие небоскрёбы построены недавно Le Parc Tower и Hilton Hotels. Кроме того были построены офисные и гостиничные небоскрёбы: например, Repsol-YPF Tower и Conrad Buenos Aires Hotel & Resort, строительство которого было начато в конце 2008 года и завершено в 2010 году.
Кроме отеля St. Regis Starwood Hotels and Resorts Worldwide открытого в 2013 году, где раньше располагался знаменитый ночной клуб Opera Bay. Большой курорт Jumeirah Polo resort также построен в Пуэрто-Мадеро, на котором расположены площадки для игры в поло в Буэнос-Айресе.